# Parysów
Parysów ist ein Dorf sowie Sitz der gleichnamigen Landgemeinde im Powiat Garwoliński der Woiwodschaft Masowien, Polen.

## Gemeinde
Zur Landgemeinde Parysów gehören folgende zehn Ortschaften mit einem Schulzenamt:
Choiny
Kozłów
Łukówiec
Parysów
Poschła
Słup
Starowola
Stodzew
Wola Starogrodzka
Żabieniec
Weitere Orte der Gemeinde sind Józinek und Pszonka.

## Verkehr
Der Bahnhof Parysów an der Bahnstrecke Skierniewice–Łuków ist nicht mehr in Betrieb.

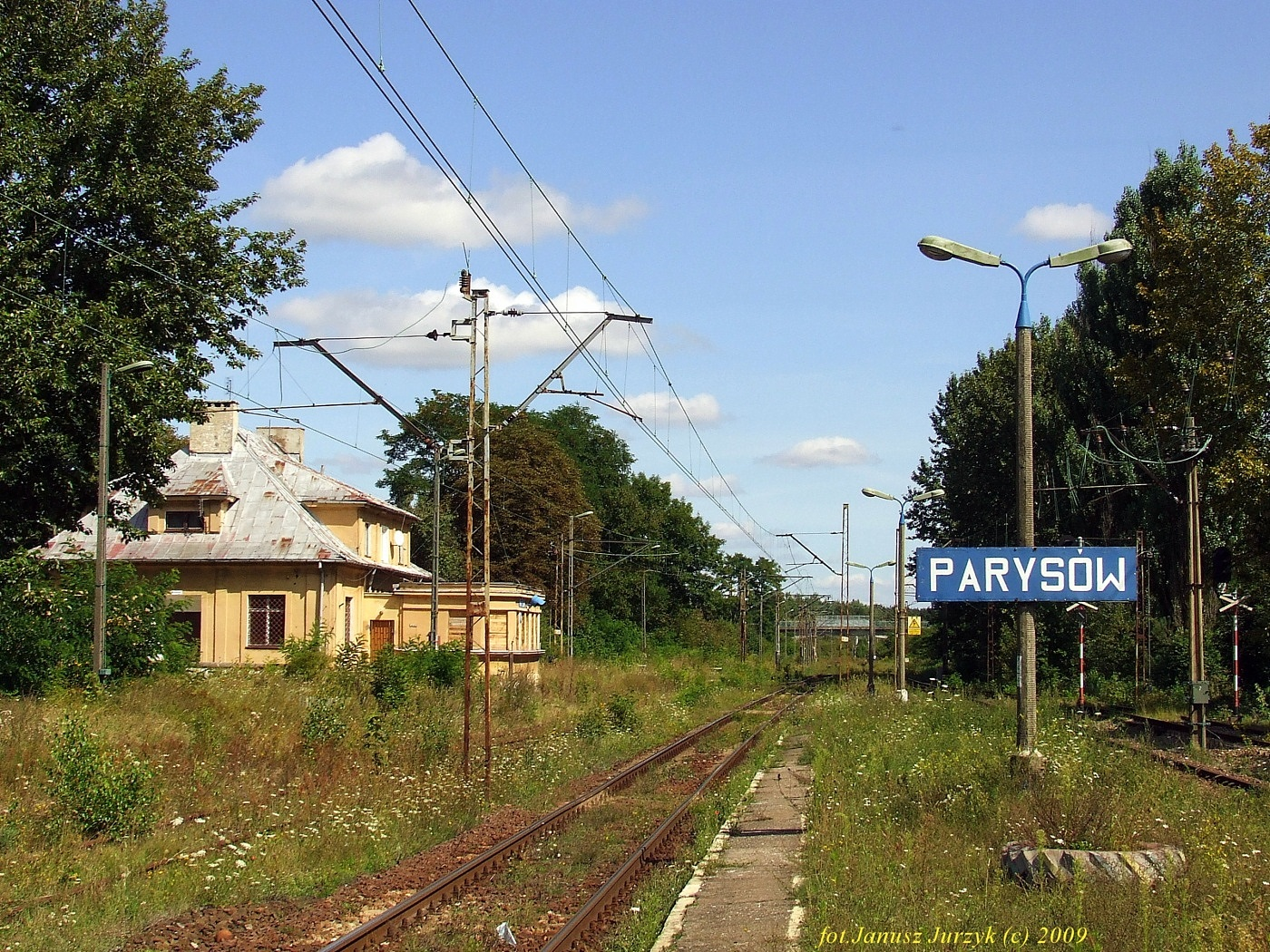
Der ehemalige Bahnhof